# Martín Rivas (telenovela de 2010)
Martín Rivas es una telenovela chilena transmitida por Televisión Nacional de Chile desde el 15 de marzo hasta el 6 de septiembre de 2010. Está basada en la novela homónima de Alberto Blest Gana, siendo esta la tercera adaptación en TVN. Es protagonizada por Diego Muñoz y María Gracia Omegna. En diciembre de 2021, la revista estadounidense Cosmopolitan la calificó como una de las mejores telenovelas de todos los tiempos.

## Argumento
Martín Rivas (Diego Muñoz) es un joven pobre pero distinguido, representante de la tradición colonial chilena donde la distinción, el honor y otras virtudes eran más importantes que el dinero y que en esa época (1835 en adelante) comienza a cambiar con el surgimiento de la industria minera y el capitalismo impulsado por los ingleses, áreas que impulsan una nueva clase social que impone al dinero como elemento de valoración social. Rivas es ambicioso porque pese a su pobreza decide continuar estudios universitarios, lo que en el siglo XIX era solo para las clases altas. Para ello Rivas se traslada desde Copiapó en el norte de Chile a estudiar leyes a Santiago. Su disminuida condición económica lo obligan a hospedarse en casa de Don Dámaso Encina (Mauricio Pesutic), líder de una rica familia chilena.
Martín llega a la casa de los Encina porque su padre había sido empleado de confianza de Encina en sus negocios mineros en Copiapó. Gracias al padre de Martín Rivas, Encina pudo consolidar su negocio minero e incrementar su capital, el cual había iniciado como un simple dependiente de una casa comercial de Valparaíso, ello influye en el gran aprecio que Dámaso profesa por Martín pues ve en él a un joven de origen humilde, esforzado por lograr sus altas expectativas pero de nobles sentimientos como lo había sido él en su juventud, incluso Dámaso ve con buenos ojos a Martín en comparación a su propio hijo Agustín (Álvaro Espinoza), quien solo se dedica a disfrutar la vida y dilapidar la fortuna creada por su padre con mucho esfuerzo, además de enrostrarle a Martín su origen social inferior sin considerar que su padre había tenido un pasado similar al de Rivas.
Es durante su estadía en la casa de los Encina, cuando Martín conoce a Leonor Encina Núñez (María Gracia Omegna), la hermosa hija de Don Dámaso. Martín no tarda en enamorarse de ella y comenzar una conquista amorosa que sin querer dará resultados. Pero Leonor está comprometida con el psicópata Clemente Valencia Luco (Álvaro Gómez), quien cree que Martín no es una buena influencia para su futura esposa y se dedicará a arruinarle la vida a él y a toda su gente.
Así, a lo largo de la historia, Martín se verá enfrentado a una serie de obstáculos que siempre estarán dirigidos a recordarle su humilde condición social, pero sin nunca darse por vencido, siempre fiel a sus ideales y sus creencias.
Con diálogos exquisitos en el lenguaje y escenas excelentemente logradas, Martín Rivas es una historia romántica y espontánea, que refleja fielmente el romanticismo de la literatura del siglo XIX.

## Reparto
Una lista completa del reparto confirmado se publicó a través de Televisión Nacional de Chile el 27 de enero de 2010.

### Principales
- Diego Muñoz como Martín Rivas[4]
- María Gracia Omegna como Leonor Encina
- Álvaro Gómez como Clemente Valencia
- Pablo Cerda como Rafael San Luis
- Ignacia Baeza como Matilde Elías
- Mauricio Pešutić como Dámaso Encina
- Amparo Noguera como Engracia Núñez
- Álvaro Espinoza como Agustín Encina
- Delfina Guzmán como Candelaria Urbina de Santiago-Concha[5]
- Luis Alarcón como Pedro San Luis
- Solange Lackington como Bernarda Cordero
- Alejandro Trejo como Fidel Elías
- Adela Secall como Edelmira Molina
- Héctor Morales como Ricardo Castaños
- Berta Lasala como Clara San Luis
- Josefina Velasco como Francisca Encina
- Alejandra Vega como Adelaida Molina
- Andrés Reyes como Amador Molina
- Carolina Arredondo como Lidia Fuentes
- Emilio Edwards como Hans Schultz
- Andrea Eltit como Peta Gómez
- Roberto Prieto como Eusebio Cerda
- Mireya Moreno como Etelvina Pérez

### Recurrentes e invitados especiales
- Paz Bascuñán como Mercedes Rivas[6]
- Óscar Hernández como Obispo Rafael Valdivieso[7]
- Sebastián Layseca como Mariano Lobos[7]
- Nicolás Poblete como Emilio Mendoza

## Producción
Esta telenovela fue la tercera adaptación para Televisión Nacional de la novela homónima de Alberto Blest Gana, que toma lugar en Santiago de Chile durante 1850. Para ello, el libro fue adaptado por un equipo de guionistas liderado por Víctor Carrasco, quien anteriormente creó varias telenovelas de época para TVN como Pampa Ilusión (2001), Los Capo (2005) y El señor de La Querencia (2008). Carrasco fue acompañado de David Bustos, Jaime Morales, Carlos Oporto y Fernando Delgado.
Las grabaciones de Martín Rivas comenzaron en noviembre de 2009, en el Buque escuela Esmeralda. Posteriormente hubo una pausa y se retomaron, el 3 de enero de 2010 en el estudio 8 de TVN en Providencia; mientras que las escenas exteriores se comenzaron a grabar el 26 de enero de 2010. Para ello, se construyó un pueblo en el sector Lo Arcaya de Chicureo, Región Metropolitana, con un tamaño de 10 000 metros cuadrados. La construcción, que tardó dos meses en ser montada, ambientó la Plaza de Armas de Santiago en 1850 y edificios aledaños como la entonces Catedral Metropolitana, el Portal Sierra Bella —posteriormente renombrado como Portal Fernández Concha—, el Hotel Comercio, un cuartel de Policía, tiendas, mobiliario público y viviendas. El equipo total en Chicureo, entre la producción y los extras, se compuso de 200 personas.

## Recepción
Martín Rivas debutó el 15 de marzo de 2010, en primer lugar, con una audiencia promedio de 17 puntos. Mientras que las telenovelas Manuel Rodríguez (Chilevisión) y Feroz (Canal 13), que fueron emitidas en el mismo horario, obtuvieron 12 y 9 puntos de rating, respectivamente.